# Alexandre de Hesse-Darmstadt
Pour les articles homonymes, voir Alexandre de Battenberg.
 (janvier 2019).
Si vous disposez d'ouvrages ou d'articles de référence ou si vous connaissez des sites web de qualité traitant du thème abordé ici, merci de compléter l'article en donnant les références utiles à sa vérifiabilité et en les liant à la section « Notes et références ».
Alexandre de Hesse-Darmstadt, né le 15 juillet 1823 à Darmstadt, mort le 15 décembre 1888.

## Famille
Il est le troisième fils du grand-duc Louis II de Hesse et de Wilhelmine de Bade.
La relation intime que la grande duchesse Wilhelmine entretint avec un gentilhomme suisse, Auguste de Senarclens de Grancy, fait passer ce dernier pour le père biologique du prince et de ses frères et sœurs puînés.
La sœur cadette du prince, Marie de Hesse-Darmstadt, épousa en 1843 le tsar Alexandre II de Russie : ils sont les grands-parents du tsar Nicolas II. Sa grand-tante Wilhelmine-Louise de Hesse-Darmstadt avait épousé en 1773 le tsar Paul Ier de Russie. Sa petite-nièce Alix épousera son cousin le tsar Nicolas II de Russie en 1894, tandis que la sœur aînée de celle-ci, la princesse Élisabeth avait épousé en 1885 le grand-duc Serge, oncle de Nicolas II.
Le prince Alexandre, lui, refusa un mariage dynastique.
En 1851, âgé de 28 ans, il renonça à ses titres et à la succession du grand-duché de Hesse-Darmstadt pour pouvoir épouser morganatiquement Julia von Hauke (1825-1895), qui fut titrée princesse de Battenberg. Ils vécurent au château d'Heiligenberg que le prince tenait de sa mère, la grande-duchesse Wilhelmine.
Ils furent les fondateurs de la Maison de Battenberg qui, bénéficiant de la puissante protection de la reine Victoria du Royaume-Uni, permit à ses membres issus d'une union inégale et contrairement à l'usage des cours, de contracter des unions brillantes au sein des maisons souveraines européennes, d'accéder brièvement au trône de Bulgarie et à la vice-royauté des Indes.
S'étant établis en Angleterre, les Battenberg, conformément à la loi, anglicisèrent en 1917 leur nom et se firent appeler Mountbatten.
De cette union naquirent :

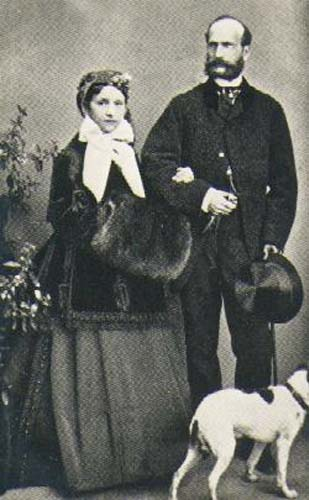
Prince Alexandre de Hesse et son épouse, la princesse de Battenberg.

- Marie (1852-1923) épousa en 1871 Gustave d'Erbach-Schönberg (1840-1908) ;
- Louis-Alexandre (1854-1921), prince de Battenberg, épousa en 1884 sa cousine Victoria de Hesse-Darmstadt (1863-1950), qui était la fille du grand-duc Louis IV de Hesse (petit-fils de Louis II et Wilhelmine de Bade) et de la princesse Alice du Royaume-Uni (fille de la reine Victoria), et la sœur de la tsarine Alexandra et de la grande-duchesse Élisabeth précédemment citées. Alice, fille de Louis-Alexandre et de Victoria de Hesse, est la belle-mère de la reine Elisabeth II ;
- Alexandre (1857-1893), prince de Bulgarie (1879-1886) épousa en 1889 Jeanne Loisinger (1865-1951) ;
- Henri (1858-1896) épousa en 1885 Béatrice du Royaume-Uni (1857-1944) : parents de Victoria-Eugénie de Battenberg (1887-1969), princesse de Battenberg, qui épouse le roi Alphonse XIII d'Espagne ;
- François-Joseph (1861-1924), épousa en 1897 Anne de Monténégro (1874-1971) fille de Nicolas Ier de Monténégro.

Alexandre de Hesse-Darmstadt est le quadrisaïeul de Louis de Bourbon (1974), l'un des prétendants au trône de France sous le titre de « duc d'Anjou ».